# Strada nazionale 7 (Cambogia)
La strada nazionale 7 (spesso indicata sulle mappe come NH7, "National Highway 7") è una delle arterie stradali principali della Cambogia.
Ha una lunghezza di 509,17 km e si dirama dalla strada nazionale 6 presso Skoun, andando a costituire il principale asse viario verso il Laos e servire le province nordorientali della Cambogia.
Fa parte dell'ASEAN Highway Network e del sistema viario che connette Phnom Penh a Vientiane. Presso  il posto di confine internazionale di Trapeang Kreal si connette alla strada 13 del Laos, che segue il corso del Mekong verso nord fino a Luang Prabang.
Nel novembre 2004 è stata annunciata la ricostruzione della strada, ad opera di Shanghai Construction (Group) General Co., grazie ad un prestito agevolato del governo cinese. L'opera è stata inaugurata, alla presenza del primo ministro cambogiano Hun Sen e dell'ambasciatore cinese, il 29 aprile 2008.